# Стешенко, Николай Владимирович
Николай Владимирович Стешенко (28 ноября 1927 — 19 марта 2018) — советский и украинский астроном.

## Биография
Родился в Диканьке Полтавской области, в 1950 окончил Киевский университет, в 1953 — аспирантуру при этом университете. В 1953—1957 работал в обсерватории Киевского университета. С 1957 работает в Крымской астрофизической обсерватории АН СССР (с 1960 — заместитель директора по научной работе, в 1987—2005 — директор). Член-корреспондент АН СССР (1990), академик Национальной академии наук Украины (1997).
Основные труды в области физики Солнца, прецизионной оптики и телескопостроения. Показал, что солнечные пятна возникают в активной области при напряженности магнитного поля более 1500 Гс, а не 200—300 Гс, как считалось ранее. Экспериментально установил верхний предел для магнитного поля солнечных гранул и обнаружил тонкоструктурные элементы во флоккулах Солнца. Изучая солнечные вспышки, показал, что эти образования весьма неоднородны, с характерным размером неоднородностей менее 1". Сконструировал ультрафиолетовый орбитальный солнечный телескоп, который успешно работал на орбитальной станции Салют-4. Получил важные результаты на основе анализа ультрафиолетовых спектров активных областей, в частности, обнаружил усиление ряда ультрафиолетовых линий высокоионизованных атомов металлов, нашел, что скорости неупорядоченных движений плазмы в верхних слоях атмосферы Солнца, в переходной области между короной и хромосферой, могут достигать значения 100 км/с. Разработал методы прогнозирования радиационной опасности при солнечных вспышках, которые используются в оперативной службе радиационной безопасности космических полетов. Под его руководством и при его непосредственном участии был создан первый в СССР многоэлементный телескоп диаметром 1,2 м с большой разрешающей способностью. Разработал принципиальное решение многоэлементного оптического телескопа диаметром 25 м. В Крымской астрофизической обсерватории под его руководством разработана и освоена технология получения первоклассных оптических поверхностей, в частности больших зеркал из ситалла. Это позволило произвести радикальную перестройку башенного солнечного телескопа обсерватории, ставшего после этого одним из крупнейших телескопов мира. Председатель секции «Приборы и методы астрономических исследований» Астрономического совета АН СССР.
Умер 19 марта 2018 года на 91 году жизни.

## Память
В честь Н. В. Стешенко назван астероид (2238) Стешенко, открытый в 1972 году.